# Milhas (Haute-Garonne)
Pour les articles homonymes, voir Milhas.
Milhas est une commune française située dans le sud-ouest du département de la Haute-Garonne en région Occitanie.
Sur le plan historique et culturel, la commune est dans le pays de Comminges, correspondant à l’ancien comté de Comminges, circonscription de la province de Gascogne située sur les départements actuels du Gers, de la Haute-Garonne, des Hautes-Pyrénées et de l'Ariège. Exposée à un climat de montagne, elle est drainée par, le Rossignol et par divers autres petits cours d'eau. La commune possède un patrimoine naturel remarquable composé de quatre zones naturelles d'intérêt écologique, faunistique et floristique.
Milhas est une commune rurale qui compte 191 habitants en 2022, après avoir connu un pic de population de 1 793 habitants en 1851. Elle fait partie de l'aire d'attraction de Saint-Gaudens. Ses habitants sont appelés les Milhasois ou  Milhasoises.

## Géographie

### Localisation
La commune de Milhas se trouve dans le département de la Haute-Garonne, en région Occitanie.
Elle se situe à 86 km à vol d'oiseau de Toulouse, préfecture du département, à 15 km de Saint-Gaudens, sous-préfecture, et à 28 km de Bagnères-de-Luchon, bureau centralisateur du canton de Bagnères-de-Luchon dont dépend la commune depuis 2015 pour les élections départementales.
La commune fait en outre partie du bassin de vie d'Aspet.
Les communes les plus proches sont : 
Sengouagnet (1,5 km), Razecueillé (2,3 km), Aspet (3,1 km), Juzet-d'Izaut (4,1 km), Arbon (5,1 km), Izaut-de-l'Hôtel (5,4 km), Cazaunous (6,0 km), Estadens (6,1 km).
Sur le plan historique et culturel, Milhas fait partie du pays de Comminges, correspondant à l’ancien comté de Comminges, circonscription de la province de Gascogne située sur les départements actuels du Gers, de la Haute-Garonne, des Hautes-Pyrénées et de l'Ariège.
Les communes limitrophes sont  Aspet, Chein-Dessus, Herran, Portet-d'Aspet, Razecueillé et Sengouagnet.
|             | Aspet       | Chein-Dessus   |
| Sengouagnet | Milhas      | Herran         |
|             | Razecueillé | Portet-d'Aspet |

### Géologie et relief
La superficie de la commune est de 1 968 hectares ; son altitude varie de 466  à   1 608 mètres.

### Hydrographie

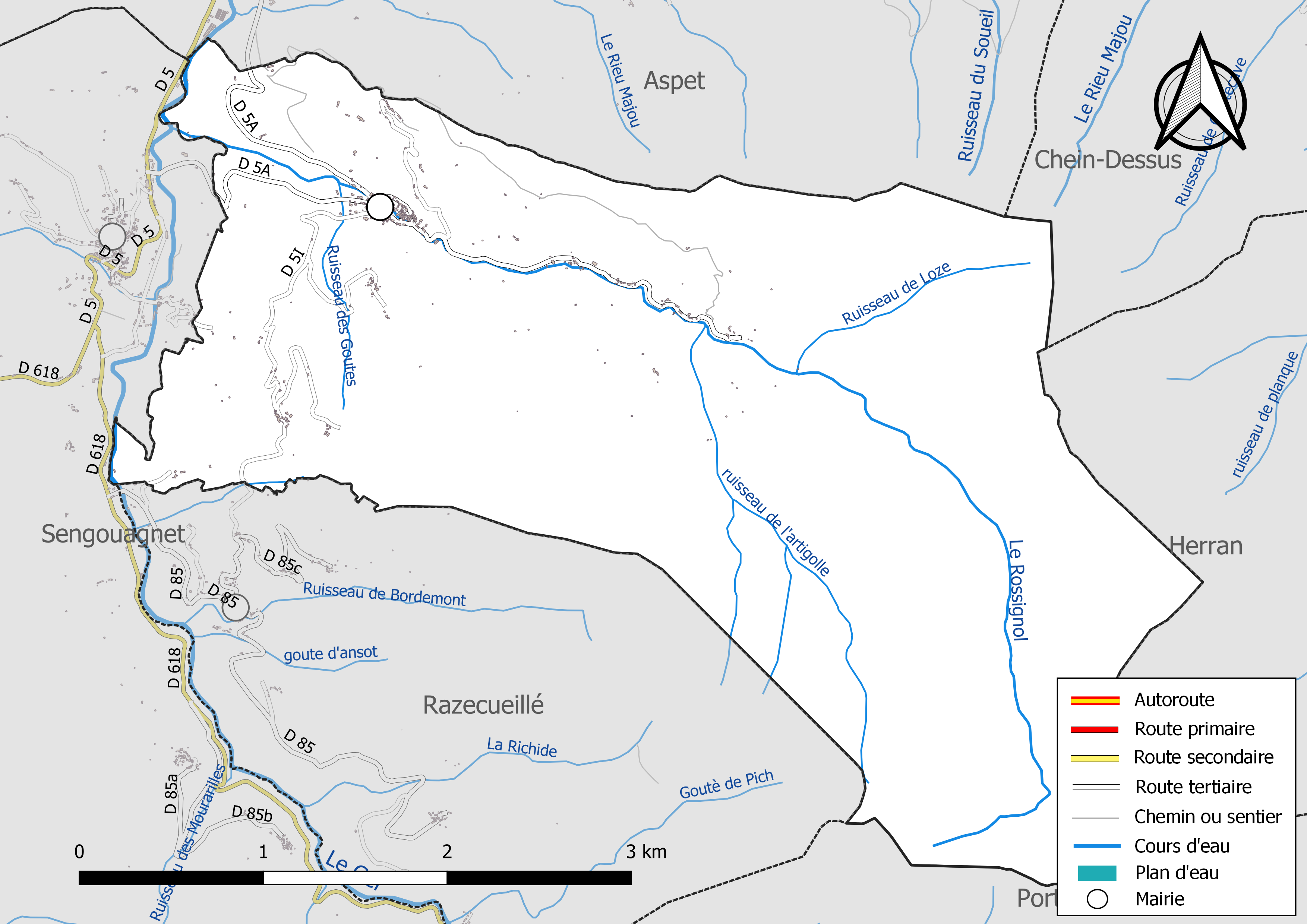
Réseaux hydrographique et routier de Milhas.

La commune est dans le bassin de la Garonne, au sein du bassin hydrographique Adour-Garonne. Elle est drainée par le Ger, le Rossignol, le ruisseau de l'artigolle, le ruisseau de Loze, le ruisseau des Goutes et par divers petits cours d'eau, constituant un réseau hydrographique de 16 km de longueur totale,.

### Climat
Pour des articles plus généraux, voir Climat de l'Occitanie et Climat de la Haute-Garonne.
En 2010, le climat de la commune est de type climat des marges montargnardes, selon une étude s'appuyant sur une série de données couvrant la période 1971-2000. En 2020, Météo-France publie une typologie des climats de la France métropolitaine dans laquelle la commune est exposée à un climat de montagne ou de marges de montagne et est dans la région climatique Pyrénées centrales, caractérisée par une pluviométrie annuelle de 1 000 à 1 200 mm.
Pour la période 1971-2000, la température annuelle moyenne est de 11,1 °C, avec une amplitude thermique annuelle de 14,9 °C. Le cumul annuel moyen de précipitations est de 1 132 mm, avec 9,7 jours de précipitations en janvier et 8 jours en juillet. Pour la période 1991-2020, la température moyenne annuelle observée sur la station météorologique la plus proche, située sur la commune de Clarac à 19 km à vol d'oiseau, est de 12,5 °C et le cumul annuel moyen de précipitations est de 804,9 mm,. Pour l'avenir, les paramètres climatiques de la commune estimés pour 2050 selon différents scénarios d’émission de gaz à effet de serre sont consultables sur un site dédié publié par Météo-France en novembre 2022.

### Milieux naturels et biodiversité

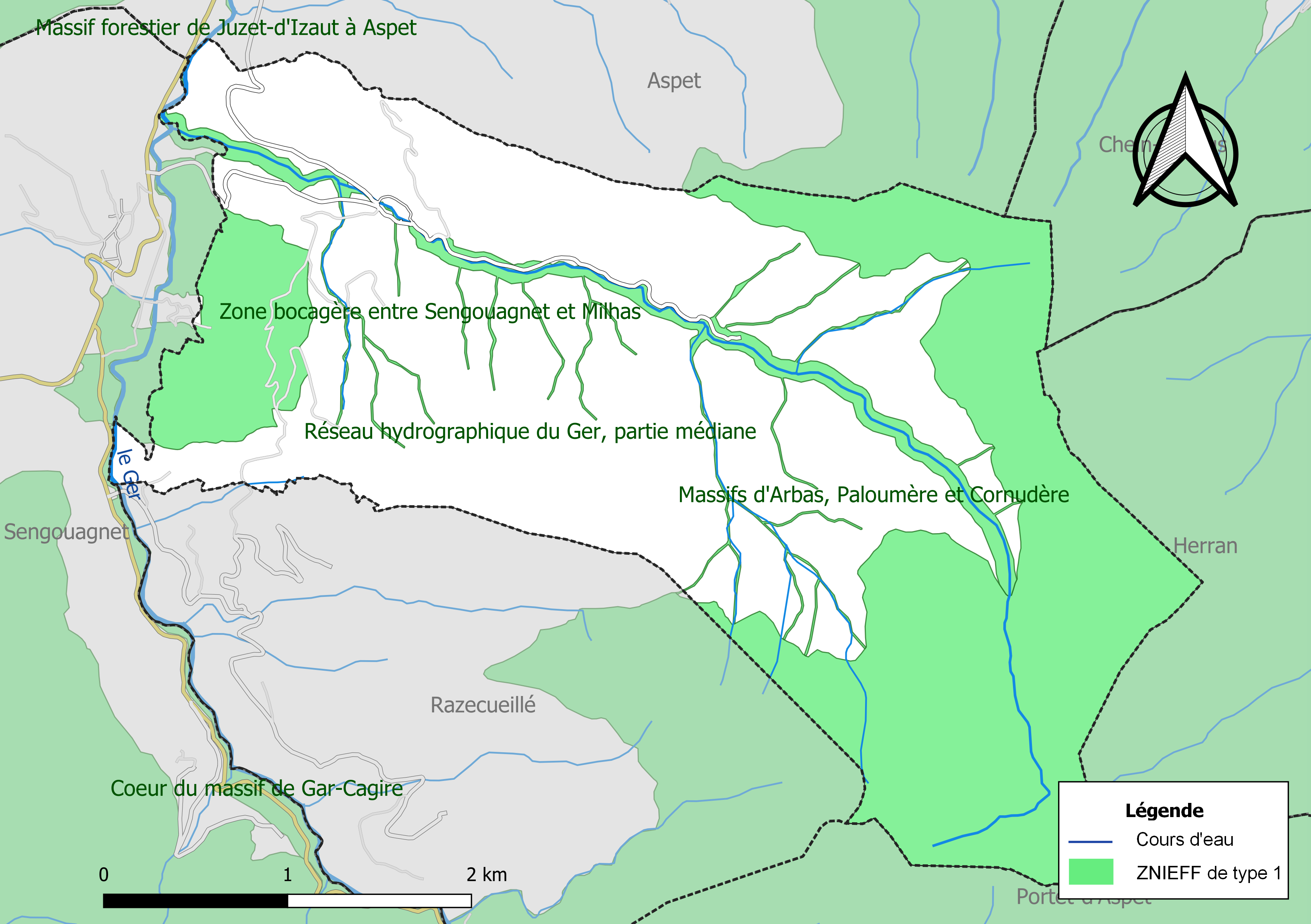
Carte des ZNIEFF de type 1 localisées sur la commune.

L’inventaire des zones naturelles d'intérêt écologique, faunistique et floristique (ZNIEFF) a pour objectif de réaliser une couverture des zones les plus intéressantes sur le plan écologique, essentiellement dans la perspective d’améliorer la connaissance du patrimoine naturel national et de fournir aux différents décideurs un outil d’aide à la prise en compte de l’environnement dans l’aménagement du territoire.
Trois ZNIEFF de type 1 sont recensées sur la commune :
- les « massifs d'Arbas, Paloumère et Cornudère » (3 918 ha), couvrant 11 communes dont deux dans l'Ariège et neuf dans la Haute-Garonne[17] ;
- le « réseau hydrographique du Ger, partie médiane » (93 ha), couvrant 5 communes du département[18],
- la « zone bocagère entre Sengouagnet et Milhas » (122 ha), couvrant 2 communes du département[19] ;

et une ZNIEFF de type 2, : 
le « massif de l'Arbas » (27 233 ha), couvrant 45 communes dont 24 dans l'Ariège et 21 dans la Haute-Garonne.

## Urbanisme

### Typologie
Au 1er janvier 2024, Milhas est catégorisée commune rurale à habitat dispersé, selon la nouvelle grille communale de densité à sept niveaux définie par l'Insee en 2022.
Elle est située hors unité urbaine. Par ailleurs la commune fait partie de l'aire d'attraction de Saint-Gaudens, dont elle est une commune de la couronne,. Cette aire, qui regroupe 85 communes, est catégorisée dans les aires de moins de 50 000 habitants,.

### Occupation des sols
L'occupation des sols de la commune, telle qu'elle ressort de la base de données européenne d’occupation biophysique des sols Corine Land Cover (CLC), est marquée par l'importance des forêts et milieux semi-naturels (83,1 % en 2018), une proportion identique à celle de 1990 (83,1 %). La répartition détaillée en 2018 est la suivante : 
forêts (79,3 %), prairies (11,8 %), zones agricoles hétérogènes (5,1 %), milieux à végétation arbustive et/ou herbacée (3,8 %). L'évolution de l’occupation des sols de la commune et de ses infrastructures peut être observée sur les différentes représentations cartographiques du territoire : la carte de Cassini (XVIIIe siècle), la carte d'état-major (1820-1866) et les cartes ou photos aériennes de l'IGN pour la période actuelle (1950 à aujourd'hui).

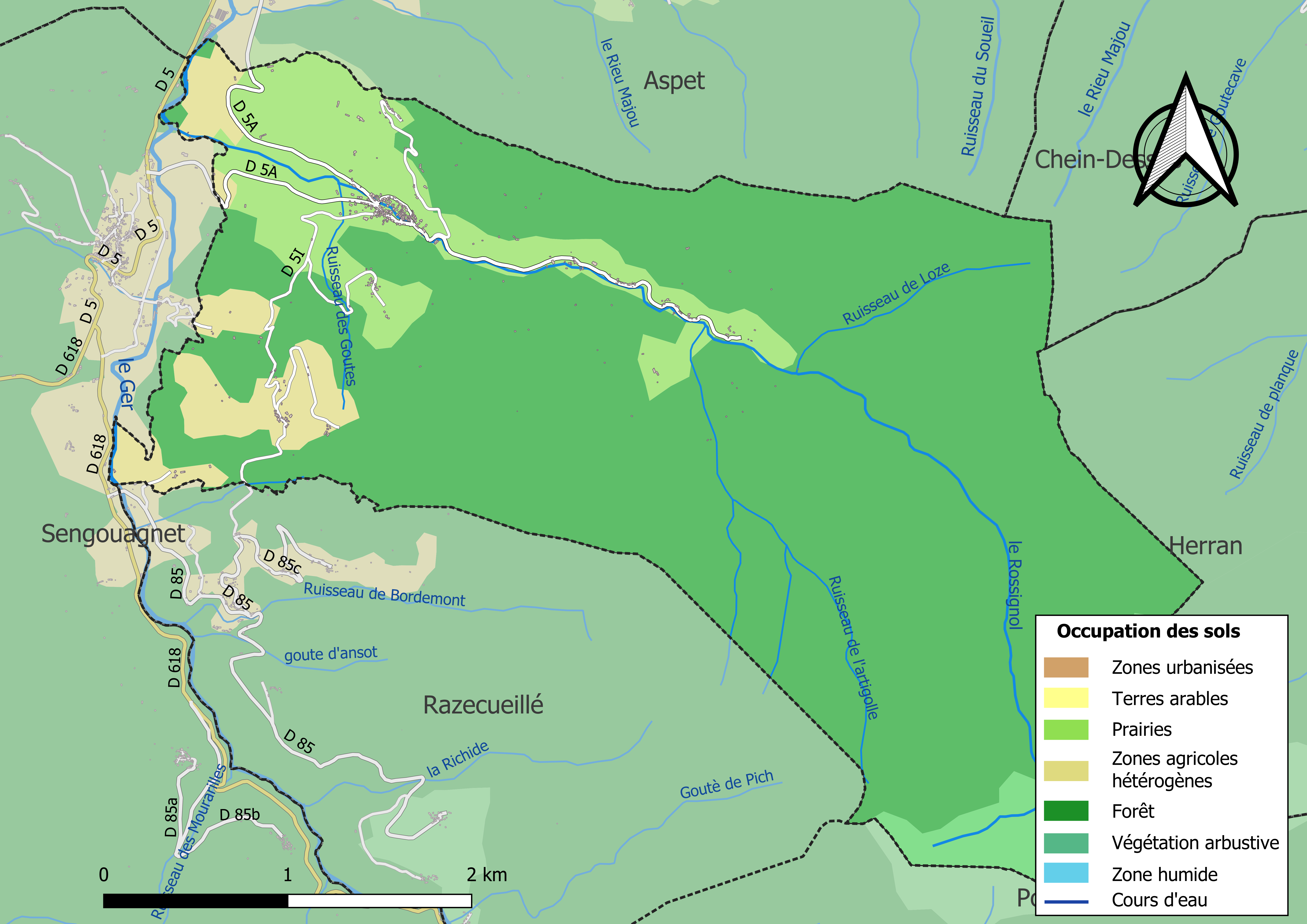
Carte des infrastructures et de l'occupation des sols de la commune en 2018 (CLC).

### Risques majeurs
Le territoire de la commune de Milhas est vulnérable à différents aléas naturels : météorologiques (tempête, orage, neige, grand froid, canicule ou sécheresse), inondations, feux de forêts, mouvements de terrains et séisme (sismicité modérée). Il est également exposé à un risque particulier : le risque de radon. Un site publié par le BRGM permet d'évaluer simplement et rapidement les risques d'un bien localisé soit par son adresse soit par le numéro de sa parcelle.

#### Risques naturels
Certaines parties du territoire communal sont susceptibles d’être affectées par le risque d’inondation par débordement de cours d'eau, notamment le Ger. La commune a été reconnue en état de catastrophe naturelle au titre des dommages causés par les inondations et coulées de boue survenues en 1982, 1997, 1999 et 2009,.
Un plan départemental de protection des forêts contre les incendies a été approuvé par arrêté préfectoral du 25 septembre 2006. Milhas est exposée au risque de feu de forêt du fait de la présence sur son territoire du massif des Pyrénées. Il est ainsi défendu aux propriétaires de la commune et à leurs ayants droit de porter ou d’allumer du feu dans l'intérieur et à une distance de 200 mètres des bois, forêts, plantations, reboisements ainsi que des landes. L’écobuage est également interdit, ainsi que les feux de type méchouis et barbecues, à l’exception de ceux prévus dans des installations fixes (non situées sous couvert d'arbres) constituant une dépendance d'habitation,

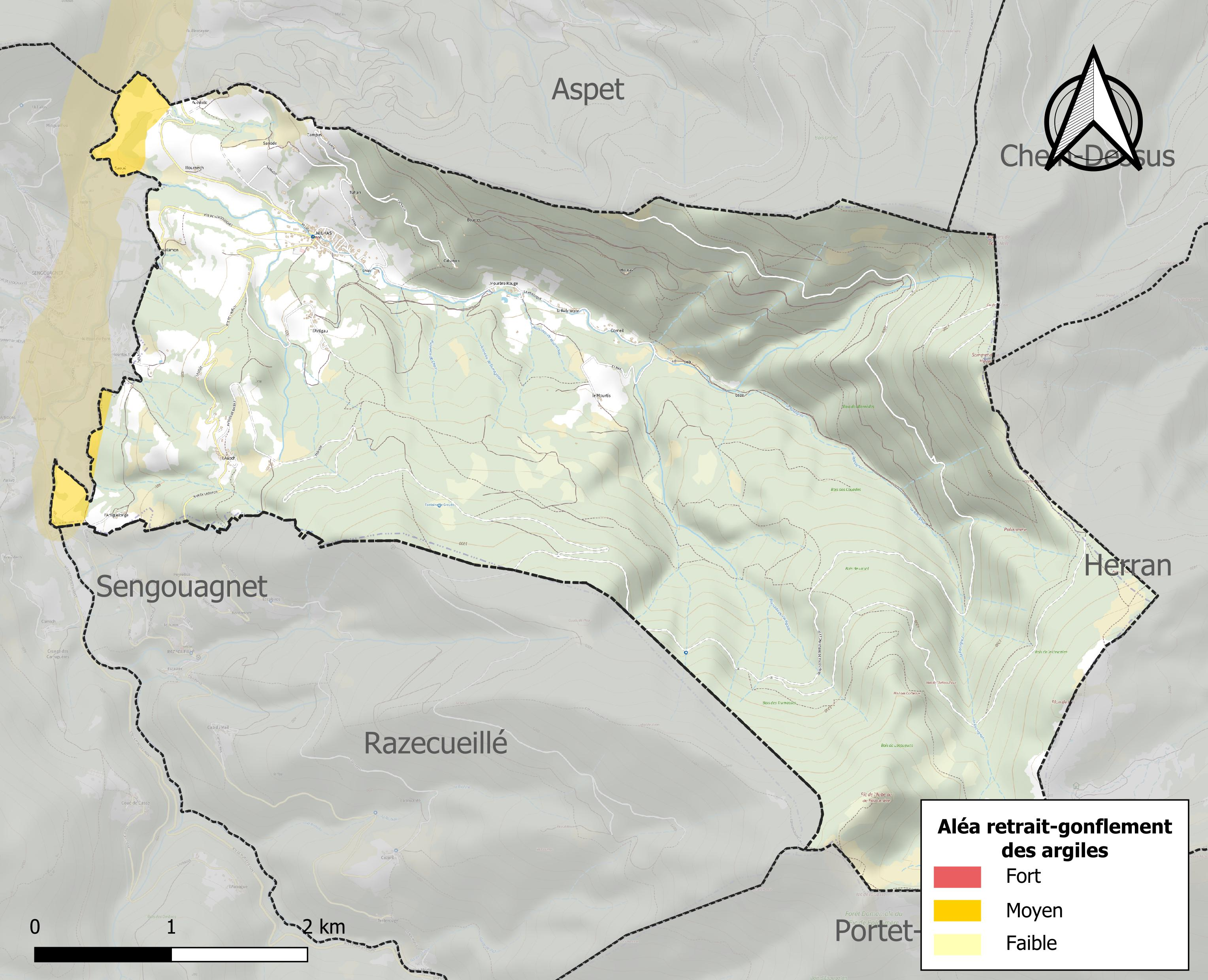
Carte des zones d'aléa retrait-gonflement des sols argileux de Milhas.

La commune est vulnérable au risque de mouvements de terrains constitué principalement du retrait-gonflement des sols argileux. Cet aléa est susceptible d'engendrer des dommages importants aux bâtiments en cas d’alternance de périodes de sécheresse et de pluie. 1,4 % de la superficie communale est en aléa moyen ou fort (88,8 % au niveau départemental et 48,5 % au niveau national). Sur les 168 bâtiments dénombrés sur la commune en 2019, 1 sont en aléa moyen ou fort, soit 1 %, à comparer aux 98 % au niveau départemental et 54 % au niveau national. Une cartographie de l'exposition du territoire national au retrait gonflement des sols argileux est disponible sur le site du BRGM,.
Par ailleurs, afin de mieux appréhender le risque d’affaissement de terrain, l'inventaire national des cavités souterraines permet de localiser celles situées sur la commune.
Concernant les mouvements de terrains, la commune a été reconnue en état de catastrophe naturelle au titre des dommages causés par la sécheresse en 1989 et par des mouvements de terrain en 1999.

#### Risque particulier
Dans plusieurs parties du territoire national, le radon, accumulé dans certains logements ou autres locaux, peut constituer une source significative d’exposition de la population aux rayonnements ionisants. Certaines communes du département sont concernées par le risque radon à un niveau plus ou moins élevé. Selon la classification de 2018, la commune de Milhas est classée en zone 2, à savoir zone à potentiel radon faible mais sur lesquelles des facteurs géologiques particuliers peuvent faciliter le transfert du radon vers les bâtiments.

## Histoire
La commune de Milhas a été détachée de celle d'Aspet en 1836, en même temps que Razecueillé et Sengouagnet. Milhas n'a donc pas d'histoire propre avant cette date.
Plusieurs familles y possédaient cependant des biens nobles : les barons de Save, les Déqué de Moncaup, les de Hournech, les de Falga...
On a longtemps exploité sur le territoire de Milhas des mines de fer. R. Lizop juge vraisemblable l'exploitation à l'époque romaine. Malus, dans sa description des mines pyrénéennes, vers 1600, parle de grands travaux faits par les Romains pour exploiter des mines de plomb et d'argent.
Au XIXe siècle, après un long temps de sommeil l'exploitation reprend. En 1819 une forge est installée pour traiter du fer micassé avec pyrite. Elle sera sans lendemain.
Nouvelles tentatives après 1880. Les habitants de Milhas tirent une légitime fierté des qualités du minerai de Milhas d"une richesse exceptionnelle". Le minerai de Mourère Rouge est un oligiste à peu près inattaquable par les acides. Après traitement, il sert à la fabrication de peintures anticorrosion. Il a été utilisé pour repeindre la Tour Eiffel et le viaduc de Garabit.
Milhas a eu aussi plusieurs plâtrières. L'une au Plan de la Planque, l'autre au hameau du Mourtis.
Depuis les années 1980 toute activité d'extraction a cessé.

## Politique et administration

### Rattachements administratifs et électoraux
Commune faisant partie de la huitième circonscription de la Haute-Garonne, de la communauté de communes Cagire-Garonne-Salat et du canton de Bagnères-de-Luchon (avant le redécoupage départemental de 2014, Milhas faisait partie de l'ex-canton d'Aspet).
La commune est également membre du SIVOM de Saint-Gaudens Montréjeau Aspet Magnoac.

### Tendances politiques et résultats
| Période                                  | Période  | Identité        | Étiquette | Qualité                                                                                         |
| ---------------------------------------- | -------- | --------------- | --------- | ----------------------------------------------------------------------------------------------- |
| juin 2000                                | mai 2020 | Alain Rumèbe    |           | Retraité -Vice-président de la communauté de communes des Trois Vallées (Bénévole) (2001-2016). |
| 2020                                     | En cours | Patrick Capelli |           | Retraité                                                                                        |
| Les données manquantes sont à compléter. |          |                 |           |                                                                                                 |

## Démographie
| 1836  | 1841  | 1846  | 1851  | 1856  | 1861  | 1866 | 1872 | 1876 |
| ----- | ----- | ----- | ----- | ----- | ----- | ---- | ---- | ---- |
| 1 687 | 1 702 | 1 740 | 1 793 | 1 717 | 1 583 | 928  | 917  | 860  |

| 1881 | 1886 | 1891 | 1896 | 1901 | 1906 | 1911 | 1921 | 1926 |
| ---- | ---- | ---- | ---- | ---- | ---- | ---- | ---- | ---- |
| 801  | 825  | 789  | 686  | 771  | 764  | 604  | 510  | 362  |

| 1931 | 1936 | 1946 | 1954 | 1962 | 1968 | 1975 | 1982 | 1990 |
| ---- | ---- | ---- | ---- | ---- | ---- | ---- | ---- | ---- |
| 339  | 324  | 261  | 235  | 219  | 175  | 171  | 160  | 158  |

| 1999 | 2006 | 2011 | 2016 | 2021 | 2022 | - | - | - |
| ---- | ---- | ---- | ---- | ---- | ---- | - | - | - |
| 140  | 166  | 176  | 178  | 185  | 191  | - | - | - |

## Économie

### Revenus
En 2018  (données Insee publiées en septembre 2021), la commune compte 81 ménages fiscaux, regroupant 168 personnes. La médiane du revenu disponible par unité de consommation est de 21 140 € (23 140 € dans le département).

### Emploi
|                | 2008  | 2013  | 2018   |
| -------------- | ----- | ----- | ------ |
| Commune        | 7,2 % | 3,7 % | 10,8 % |
| Département    | 7,7 % | 9,6 % | 9,3 %  |
| France entière | 8,3 % | 10 %  | 10 %   |

En 2018, la population âgée de 15 à 64 ans s'élève à 109 personnes, parmi lesquelles on compte 82 % d'actifs (71,2 % ayant un emploi et 10,8 % de chômeurs) et 18 % d'inactifs,. En  2018, le taux de chômage communal (au sens du recensement) des 15-64 ans est supérieur à celui du département et de la France, alors qu'en 2008 la situation était inverse.
La commune fait partie de la couronne de l'aire d'attraction de Saint-Gaudens, du fait qu'au moins 15 % des actifs travaillent dans le pôle,. Elle compte 14 emplois en 2018, contre 11 en 2013 et 19 en 2008. Le nombre d'actifs ayant un emploi résidant dans la commune est de 80, soit un indicateur de concentration d'emploi de 17,1 % et un taux d'activité parmi les 15 ans ou plus de 61 %.
Sur ces 80 actifs de 15 ans ou plus ayant un emploi, 14 travaillent dans la commune, soit 17 % des habitants. Pour se rendre au travail, 95,1 % des habitants utilisent un véhicule personnel ou de fonction à quatre roues, 1,2 % les transports en commun, 2,4 % s'y rendent en deux-roues, à vélo ou à pied et 1,2 % n'ont pas besoin de transport (travail au domicile).

### Activités hors agriculture

#### Secteurs d'activités
9 établissements sont implantés  à Milhas au 31 décembre 2019.
Le secteur des activités spécialisées, scientifiques et techniques et des activités de services administratifs et de soutien est prépondérant sur la commune puisqu'il représente 44,4 % du nombre total d'établissements de la commune (4 sur les 9 entreprises implantées  à Milhas), contre 19,8 % au niveau départemental.

#### Entreprises et commerces
Commune classée en zone montagne avec 4 exploitations agricoles, en 2012.

### Agriculture
|               | 1988 | 2000 | 2010 | 2020 |
| ------------- | ---- | ---- | ---- | ---- |
| Exploitations | 13   | 9    | 4    | 6    |
| SAU (ha)      | 243  | 132  | 82   | 96   |

La commune est dans les « Pyrénées centrales », une petite région agricole occupant le sud du département de la Haute-Garonne, massif montagneux où s’étagent les vallées profondes, la forêt et les zones intermédiaires, les estives. En 2020, l'orientation technico-économique de l'agriculture  sur la commune est l'élevage d'ovins ou de caprins. Six exploitations agricoles ayant leur siège dans la commune sont dénombrées lors du recensement agricole de 2020 (13 en 1988). La superficie agricole utilisée est de 96 ha,,.

## Culture locale et patrimoine

### Lieux et monuments
- Église Saint-Félix.

### Personnalités liées à la commune
- Marie-Jeanne Rumèbe, connue en religion sous le nom de sœur Joséphine de Jérusalem, est née à Milhas en 1850.

## Vie pratique

### Enseignement
Milhas fait partie de l'académie de Toulouse.

## Pour approfondir